# Clube Atlético Taboão da Serra
Il Clube Atlético Taboão da Serra, noto anche semplicemente come Taboão da Serra, è una società calcistica brasiliana con sede nella città di Taboão da Serra, nello stato di San Paolo.

## Storia
Il club è stato fondato il 12 dicembre 1985. Il Taboão da Serra ha vinto il Campeonato Paulista Série B2 nel 2004, e il Campeonato Paulista Segunda Divisão nel 2010.

## Palmarès

### Competizioni statali
- Campeonato Paulista Segunda Divisão: 1

2010
- Campeonato Paulista Série B2: 1

2004